# قطمير

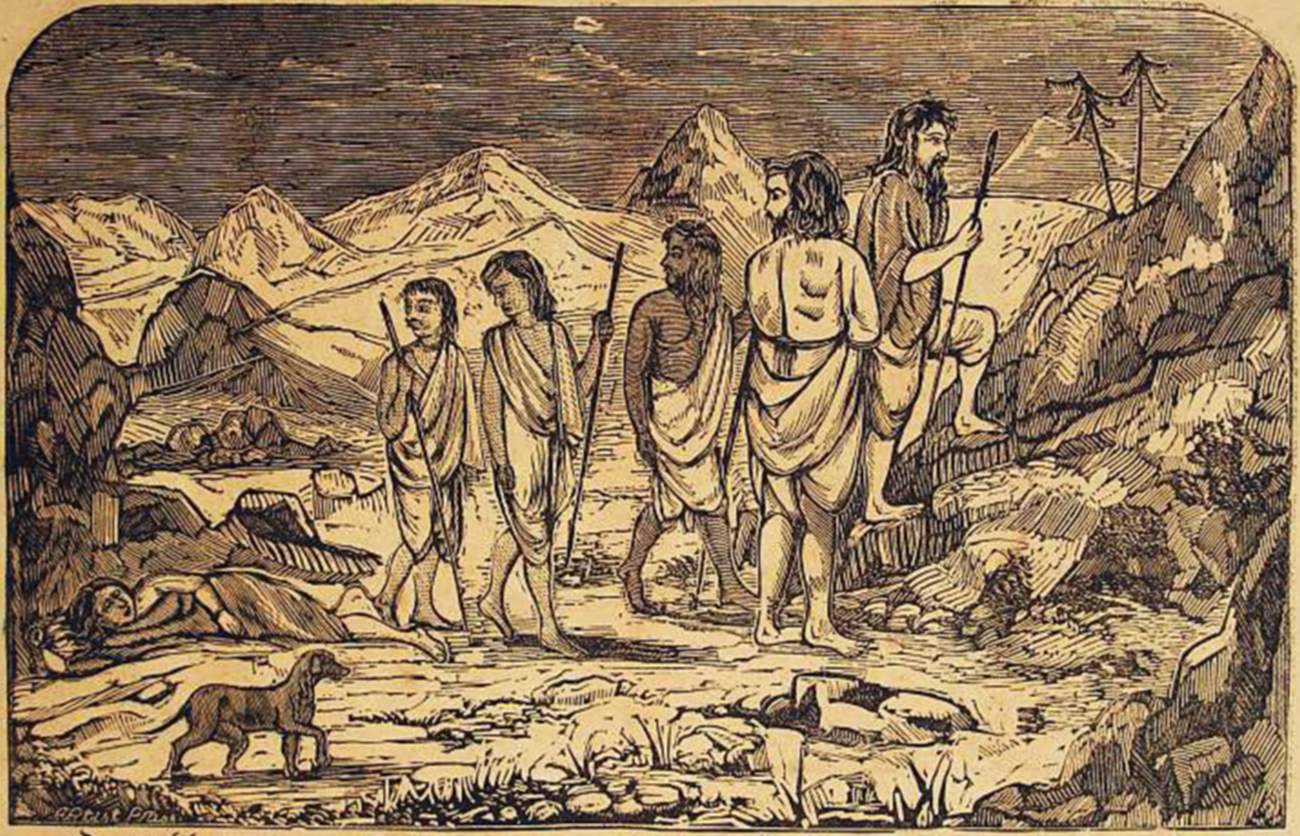
خلال القرن التاسع عشر، كانت ولاية باردهامان (بوردوان) الأميرية في البنغال ترعى الأدب والفنون بشكل كبير. تُرجمت العديد من الكتب المقدسة السنسكريتية القديمة والملاحم الهندوسية إلى اللغة البنغالية وتم نشرها بانتظام. شجع حاكم باردهامان آنذاك، مهراجا ماهاتاب تشاند بهادور (1820 - 1879)، مثل هذه الأنشطة. نعرض هنا ستة رسوم توضيحية من طبعة باردهامان من ماهابهاراتا، والتي تمت طباعتها بتقنية نقش الخشب. تم لصق صورة خشبية محفورة على الغلاف لحاكم باردهامان. يموت دروبادي أثناء رحلة باندافاس إلى الجنة

قطمير كان كلب الكهف في القرآن. يعني في العربية اسم غشاء صغير عند فصل التمر عن بذرته. يطلق عليه أحيانا ان اسمه كان «الرقيم», على الرغم من أن الروايات تحدد أن الرقيم كان اسم الكهف، أو اسم "لوحة النحاس، أو الطاولة الحجرية". يعتبر أحد أهم حيوانات الإسلام. في تفسير ابن كثير، وصف ابن جوريج قطمير بأنه مرقد خارج الباب على بطنه مع تمديد ساقيه الأماميتين. قيل أيضا إنه إما كلب الصيد لأحد النائمين السبعة، وهو المنظر الأكثر قبولا، أو كلب طباخ الملك، الذي قبل وجهات النظر الدينية للنائمين السبعة، وأحضر قطمير معه.

## في القرآن
ذُكر في القرآن، حيث يقال ما يلي في سورة الكهف: ﴿وَتَحْسَبُهُمْ أَيْقَاظًا وَهُمْ رُقُودٌ وَنُقَلِّبُهُمْ ذَاتَ الْيَمِينِ وَذَاتَ الشِّمَالِ وَكَلْبُهُمْ بَاسِطٌ ذِرَاعَيْهِ بِالْوَصِيدِ لَوِ اطَّلَعْتَ عَلَيْهِمْ لَوَلَّيْتَ مِنْهُمْ فِرَارًا وَلَمُلِئْتَ مِنْهُمْ رُعْبًا ۝١٨﴾ [الكهف:18]

## جمجمة مزعزعة
دخل عالم الآثار العربي رفيق الدجاني كهف الرقيم في مدينة الرجيب في عام 1963، حيث يزعم أنه وجد سبعة قبور، وجزءا من جمجمة كلب على باب الكهف.